# Museu Sadberk Hanım
O Museu Sadberk Hanım é um museu privado de Istambul, Turquia, que foi criado pela Fundação Vehbi Koç (Vehbi Koç Vakfı) em memória de Sadberk Hanım, a esposa do empresário e filantropo Vehbi Koç. Está situado em Büyükdere, no distrito de Sarıyer, à beira do Bósforo. O museu tem mais de 18 000 peças arqueológicas e de arte.

## Edifícios
O museu ocupa duas yalıs (villa) em madeira do século XIX. O edifício original, conhecido como "Azeryan Yalısı", é uma mansão de três andares mais águas furtadas, cuja arquitetura é inspirada nas tradições vernaculares europeias. Foi construído em madeira e gesso sobre fundações de alvenaria para servir de residência de verão do aristocrata arménio otomano Manuk Azaryan Efendi, presidente da câmara alta do parlamento otomano. Foi comprado pela família Koç em 1950 e foi usado como casa de veraneio até que decidiram convertê-lo em museu em 1978. A conversão em museu decorreu entre 1978 e 1980, segundo um projeto de restauro da autoria de Sedat Hakkı Eldem, um destacada arquiteto turco. Abriu ao público em 14 de outubro de 1980, com a coleção de Sadberk Koç em exposição.
A Azeryan Yalısı ocupa 400 metros quadrados de terreno, totalizando 4 280 m² de área coberta. O piso térreo tem uma loja de recordações e um pequeno salão de chá. O telhado que cobre a entrada principal, a qual já não é usada, tem decorações em gesso moldado inspiradas na arquitetura romana. Escadarias em madeira dão acesso aos pisos superiores. As paredes estão pintadas de forma a parecerem de mármore com veios. As salas principais encontram-se no centro do segundo e terceiro andares e as restantes salas, também usadas para exposição, abrem para elas. As águas furtadas são usadas para armazém, além de terem gabinetes e uma biblioteca. A fachada de gesso e madeira em cruzes dá ao edifício uma aparência distinta que o destaca dos prédios vizinhos e está na origem do seu nome popular: yalı (casa) enleada (ou cosida).
Em 1983, a Fundação Vehbi Koç comprou a coleção Hüseyin Kocabaş para o museu e para a expor, adquiriu e restaurou uma yalı em mau estado adjacente ao museu. A fachada deste segundo edifício, que se pensa ter sido construído no início do século XX, foi fielmente reconstruida de acordo com o original. O projeto de restauro foi da autoria de İbrahim Yalçın e as obras duraram dois anos a concluir.  A nova ala do museu foi aberta em 24 de outubro de 1988 e foi recebeu o nome da filha de Sadberk, Sevgi Gönül. Tem em exposição obras pré-islâmicas. Em 1988 a Ala Sevgi Gönül foi galardoada com o prémio Europa Nostra como um exemplo excecional de arquitetura e design de um museu moderno.
A nova ala é totalmente construída em betão armado. A frontaria é revestida a madeira e o interior é revestido em estuque de mármore tratado para ter a aparência de madeira, uma precaução contra incêndios. O edifício tem três andares na frente e quatro nas traseiras, incluindo o rés de chão onde se encontra uma sala multiusos e o laboratório de conservação. As peças arqueológicas estão exposta em ordem cronológica. A área total de exposição é 625 m². O piso da entrada é pavimentado com mármore branco de Afyon, enquanto que as escadas e os pisos de exposição têm pavimentos de mármore negro de Adapazarı.

## Exposições permanentes

### Secção deHistória de Arte(Azaryan Yalısı)
Arte islâmica:
- Arte islâmica precoce
- Arte seljúcida
- Arte aiúbida e mameluca
- Arte timúrida e safávida

Período otomano:
- Numismática do Império Otomano e da República da Turquia
- Arte otomana
- Prata
- Tombaks e metais (instrumentos musicais)
- Azulejos e Cerâmica de İznik
- Celadons e porcelanas chinesas
- Cerâmica de Çanakkale
- Porcelana turca
- Loiça de vidro e cristal de Beykoz e da  Boémia
- Sedas
- Bordados
- Vestuário feminino

Tradições:
- Cerimónias de café turco
- Festas de hena
- Costumes na gravidez
- Cama de circuncisão

### Secção arqueológica (Ala Sevgi Gönül)
Civilizações da Anatólia:
- Neolítico tardio e Calcolítico precoce
- Idade do Bronze precoce
- Períodos históricos
- Idade do Ferro

Civilizações jónica e helenística:
- Período micénico
- Período geométrico
- Períodos orientalizante e arcaico precoce
- Período Arcaico
- Lídia
- Período Clássico
- século IV a.C.
- Período helenístico

Outros temas:
- Civilização romana
- Arte bizantina
- Candeeiros
- Joalharia
- Escultura e estelas
- Objetos de vidro
- Contas (missangas)
- Numismática não islâmica